# Семиозер'є (Красночикойський район)
Семиозе́р'є (рос. Семиозёрье) — село у складі Красночикойського району Забайкальського краю, Росія. Розташоване у міжселенній території.

## Населення
Населення — 24 особи (2010; 43 у 2002).
Національний склад (станом на 2002 рік):
- буряти — 81 %